# استیون اسکات
استیون اسکات (انگلیسی: Steven Scott؛ زادهٔ ۱۰ ژانویهٔ ۱۹۸۵) تیرانداز اهل بریتانیا است.